# Manla Asad
Manla Asad – wieś w Syrii, w muhafazie Aleppo, w dystrykcie Manbidż. W 2004 roku liczyła 703 mieszkańców.